# Championnat de Guyane de football
Championnat de Guyane de football är det franska utomeuropeiska territoriet Franska Guyanas högstaliga i fotboll. Ligan grundades 1961 och första säsongen sparkade igång 1962/1963.

## Mästare genom tiderna
- 1912–36 — Okänt
- 1937 — Le Sport Guyanais
- 1938–44 — Okänt
- 1945 — Le Sport Guyanais
- 1946 — Okänt
- 1947 — Le Sport Guyanais
- 1948–51 — Okänt
- 1951/52 — Le Sport Guyanais
- 1952–57 — Okänt
- 1957/58 — Le Sport Guyanais
- 1958–62 — Okänt
- 1962/63 — Racing Club
- 1963/64 — Okänt
- 1964/65 — Saint-Georges
- 1965–74 — Okänt
- 1974/75 — USL
- 1975/76 — USL
- 1976/77 — Club Colonial
- 1977/78 — Club Colonial
- 1978/79 — Club Colonial
- 1979–81 — Okänt
- 1981/82 — USL
- 1982/83 — Saint-Georges
- 1983/84 — Saint-Georges
- 1984/85 — Le Geldar
- 1985/86 — Sport Guyanais
- 1986/87 — Okänt
- 1987/88 — Le Geldar
- 1988/89 — Le Geldar
- 1989/90 — Kouroucien
- 1990/91 — Club Colonial
- 1991/92 — Club Colonial
- 1992/93 — Sinnamary
- 1993/94 — Sinnamary
- 1994/95 — Jahouvey
- 1995/96 — Club Colonial
- 1996/97 — Sinnamary
- 1997/98 — Jahouvey
- 1998/99 — Saint-Georges
- 1999/00 — Saint-Georges
- 2000/01 — Le Geldar
- 2001/02 — Saint-Georges
- 2002/03 — Matoury
- 2003/04 — Le Geldar
- 2004/05 — Le Geldar
- 2005/06 — Matoury
- 2006/07 — Macouria
- 2007/08 — Le Geldar
- 2008/09 — Le Geldar
- 2009/10 — Le Geldar
- 2010/11 — Matoury
- 2011/12 — Matoury
- 2012/13 — Le Geldar
- 2013/14 — Matoury
- 2014/15 — Cayenne
- 2015/16 — Matoury
- 2016/17 — Matoury
- 2017/18 — Le Geldar
- 2018/19 — Agouado
- 2019/20 —